# Peter Cullen

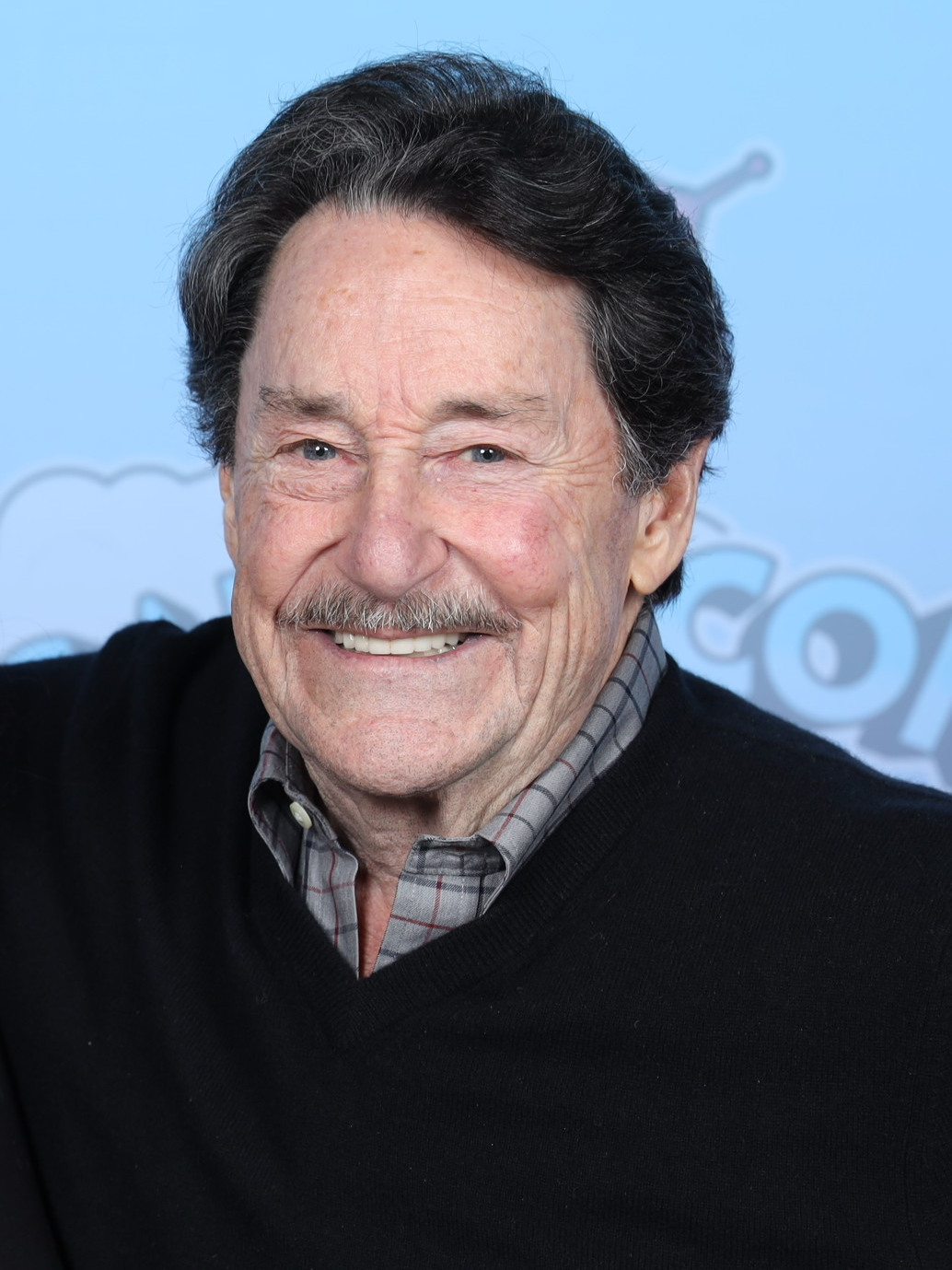
Peter Cullen (2023)

Peter Cullen (Peter Claver Cullen; * 28. Juli 1941 in Montreal) ist ein kanadischer Synchronsprecher. Er ist bekannt als Originalstimme des Optimus Prime (seit 1984) und I-Aah aus Winnie Puuh.

## Leben
Cullen wurde in Montreal (Québec) als Sohn von Henry L. Cullen und Mauriel McCann geboren. Er gehört zu den ersten Absolventen der National Theatre School of Canada, wo er im Jahre 1963 sein Abitur machte. Sein Bruder, Larry Cullen, war ein pensionierter Hauptmann des United States Marine Corps. Laut eigenen Aussagen inspirierte Larry Peter für die Stimme des Optimus Prime. Seine Schwester, Michaela Tomlinson, ist mit Frank Tomlinson verheiratet und unterstützt ihren Bruder schon lange.
Cullen hat drei Kinder und drei Enkelkinder. Er hat insgesamt drei Geschwister.

## Karriere

### 1960er–1970er Jahre
Im Jahr 1968 trat er als Giles mit Joan Stuart als Penelope in L’Anglaise, einer Sitcom des kanadischen Fernsehsenders CBC, auf. Er verkörperte außerdem neben Ted Zwigler einen französisch-kanadischen Astronauten mit dem Namen Bebe LaToque für eine Kinder-Serie aus dem Jahr 1969.
Von 1967 bis 1969 war Cullen Sprecher für Smothers Brothers Comedy Hour. 1974 besprach er The Hudson Brothers Razzle Dazzle Show.

### Als Optimus Prime
Cullen sprach für die Sprechrolle des Optimus Prime bei einem Casting-Haus in Kalifornien vor.
Cullen selbst gab an, dass Optimus Prime seine Lieblingssprechrolle sei und dass seine Arbeiten an ihr auf der Stimme seines älteren Bruders Larry basieren. „Als er nach Hause kam, konnte ich eine Veränderung sehen. Er war ruhiger und er war ein Mann und ein Held für mich“, sagte Cullen. „Ich sah ihn an und hörte ihm zu. Ich hatte niemals den Wunsch, einen Superhelden zu sprechen, aber als das kam, kam das gerade aus mir raus und ich habe nach Optimus geklungen.“
Er gab außerdem an, dass er noch nie etwas von Optimus Primes Popularität, bis zu seinem umstrittenen Tod im animierten Film aus dem Jahr 1986, gehört hatte. Das Studio habe ihm nie die Briefe der Kinder, die an Optimus Prime adressiert waren, gegeben. Die starke Reaktion, die durch Optimus Primes Tod ausgelöst wurde, verwunderte die Produzenten: Kinder verließen die Vorstellung. Die Drehbuchautoren planten den Tod Optimus Primes ursprünglich für eine Folge in Staffel 3, Dark Awakening, ein. Jedoch wurde eine zweiteilige Episode auf Wunsch der Fans, The Return of Optimus Prime, produziert.
Cullen synchronisierte die Rolle des Optimus Prime im Science-Fiction-Film Transformers im Jahr 2007 sowie in den Fortsetzungen Transformers – Die Rache, Transformers 3, Transformers: Ära des Untergangs, Transformers: The Last Knight und Transformers: Aufstieg der Bestien sowie in allen darauf basierenden Videospielen. Daneben sprach er die Figur in einer Episode der elften Staffel der US-amerikanischen Version von The Masked Singer.

## Auszeichnungen und Ehrungen
- 2010: Nominierung für den Golden Raspberry Award in der Kategorie Worst Screen Couple (mit Shia LaBeouf und Megan Fox) für Transformers – Die Rache
- 2011: Nominierung für den Daytime Emmy Award in der Kategorie Outstanding Performer in an Animated Program für Transformers: Prime
- 2012: Nominierung für den Golden Raspberry Award in der Kategorie Worst Screen Ensemble (mit der Besetzung) für Transformers 3

Auf der BotCon 2010 kürte Hasbro Cullen zu einem der ersten menschlichen Einberufenen in der Transformers Hall of Fame für seine Synchronarbeit für Optimus Prime.